# Goswin von Pont
Goswin von Pont (in einigen Quellen in, van, de, Pont oder auch Punt genannt, * 14. Jahrhundert in Aachen; † um 1365 ebenda) war Schöffe und Bürgermeister der Reichsstadt Aachen.

## Leben und Wirken
Goswin von Pont war der Bruder des Bürger-Bürgermeisters Wilhelm von Pont und gehörte ab 1341 dem Schöffenkollegium an. In den Jahren 1338, 1351 und 1364 war von Pont Mitglied des Stadtrates und wurde am 25. August 1361 zum Schöffen-Bürgermeister der Freien Reichsstadt Aachen gewählt.
Mehrfach wurde von Pont als Delegierter der Stadt Aachen zu bedeutenden Verhandlungen delegiert und war ab 1354 Mitglied und von 1359 bis 1364 Geschworener bei den ständigen Konsultationen des Landfriedensbündnises Maas-Rhein. Dieses im Jahr 1351 gegründete Bündnis zwischen Kurköln und dem Herzogtum Brabant sowie den Städten Aachen und Köln setzte sich unter anderem für die Aufhebung ungerechter Zölle und den Schutz der reisenden Kaufleute und Pilger ein.
Goswin von Pont war verheiratet und hatte mehrere Kinder, darunter die Tochter Aleydis, die später Priorin des Aachener Weißfrauenklosters wurde.